# Carson Miles
Pour les articles homonymes, voir Miles.
Carson Miles, né le 2 juillet 2000 à Toronto, est un coureur cycliste canadien.

## Biographie
Dans sa jeunesse, Carson Miles pratique d'abord le basketball. Il commence le cyclisme à l'âge de quinze ans dans l'équipe West of Quebec Wheelers, avant de rejoindre l'Ottawa Bicycle Club. Sa compagne Laury Milette pratique également ce sport en compétition.

## Palmarès et résultats

### Palmarès par année
- 2019
  - Grand Prix de La Matapédia
  - 3e de la Green Mountain Stage Race
- 2021
  -  Champion du Canada sur route espoirs
  - 3e du championnat du Canada du contre-la-montre espoirs
- 2022
  -  Champion du Canada sur route espoirs
- 2023
  - 3e étape du Tour de Beauce
  - 3e du Tour de Beauce
- 2024
  - 2e du championnat du Canada du contre-la-montre
  - 3e du championnat du Canada sur route 
  - 3e du Tour du Piémont pyrénéen
- 2025
  - 2e de l'Estivale bretonne

### Classements mondiaux
| Année                                 | 2021  | 2022 | 2023  | 2024 |
| ------------------------------------- | ----- | ---- | ----- | ---- |
| Classement mondial                    | 1183e | 984e | 1338e | 718e |
| UCI America Tour                      | 169e  | 109e | nc    | 81e  |
|                                       |       |      |       |      |
| Légende : nc = non classéSource : UCI |       |      |       |      |